# Nedre Sandvatn
Der Nedre Sandvatn (norwegisch für Unterer Sandsee) ist ein kleiner See an der Prinzessin-Astrid-Küste des ostantarktischen Königin-Maud-Lands. Er liegt im östlichen Teil der Schirmacher-Oase. Sein Gegenstück ist der benachbarte Øvre Sandvatn.
Wissenschaftler des Norwegischen Polarinstituts benannten ihn.